# ロブソン通り

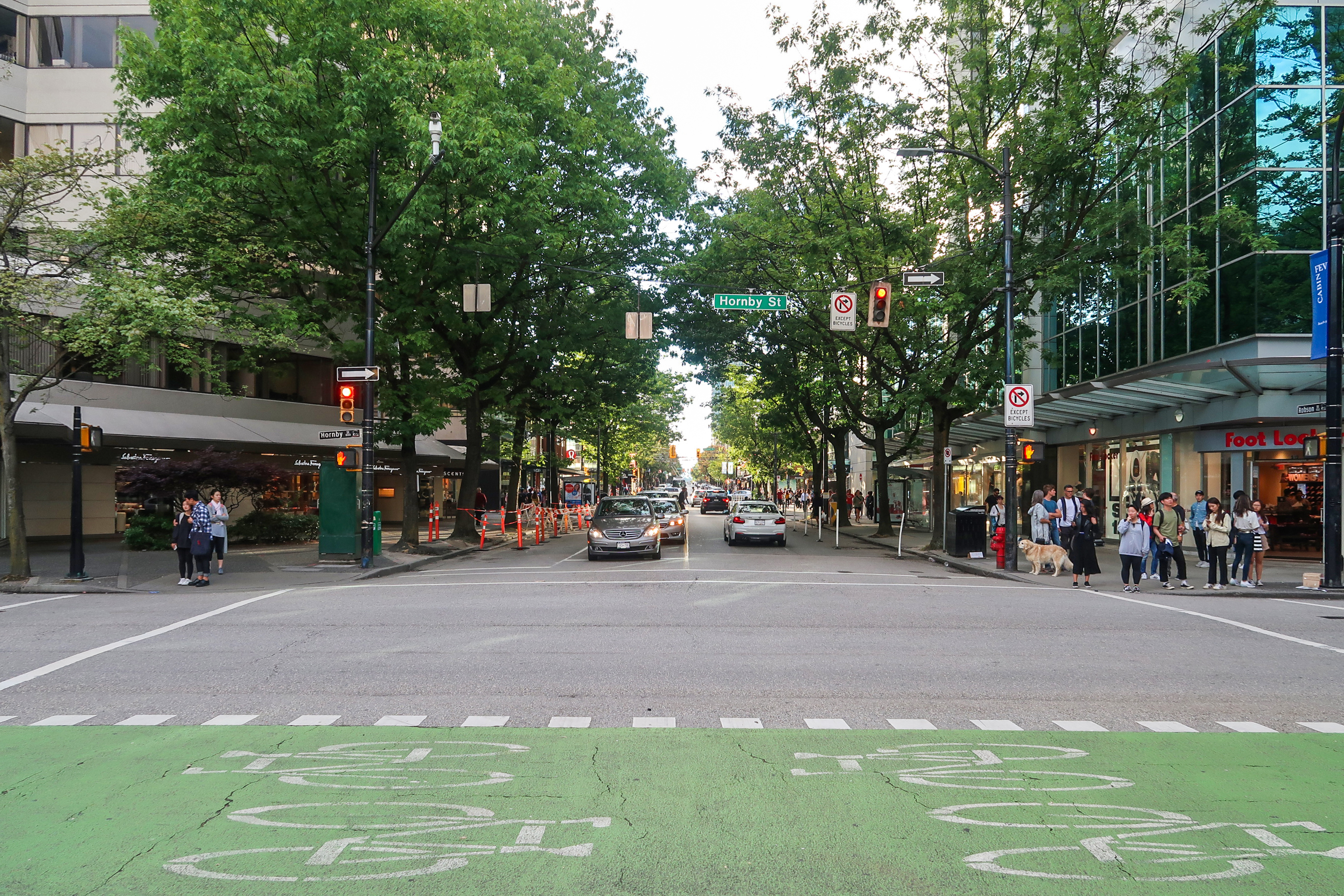
ロブソン通り

ロブソン通り (Robson Street) は、カナダブリティッシュコロンビア州バンクーバー市のダウンタウンを南東から北西に向かって走る通りである。ロブソン通りは、バンクーバーで最もビルの賃貸料が高く、平均で年間208USドル/1平方フィート（2006年）となっている。
名称は州政府の政治家ジョン・ロブソンにちなむ。1895年、ブリティッシュコロンビア電気鉄道によって路面電車の線路が敷かれ、商業地として急速に発展した。20世紀前半から中期にはロブソン通り北西部がバンクーバーのドイツ人文化と経済の中心となり、現地住民からもドイツ風にRobsonstrasse（ロブソンストラス）と呼ばれるようになった。現在では、この様に呼ばれることはないが、「 Robsonstrasse Hotel 」という名前のホテルが残っている。
現在は通りに面して数多くのコーヒーショップやファーストフードショップ、デパートや衣料品店等が数多く並び、バンクーバー内でも屈指の商業区域となっている。またこの通りに沿ってコーストマウンテンバス社によってトロリーバスが運行されている（行き先番号は5番）。